# The Love Flower
The Love Flower is een Amerikaanse dramafilm uit 1920 onder regie van D.W. Griffith.

## Verhaal
Een man vermoordt de minnaar van zijn vrouw en vlucht met zijn dochter naar de Stille Zuidzee. Een detective zit hem op de hielen. Hij wordt vergezeld door een jongeman, die uiteindelijk verliefd wordt op de dochter.

## Rolverdeling
| Acteur              | Personage           |
| ------------------- | ------------------- |
| Carol Dempster      | Stella Bevan        |
| Richard Barthelmess | Bruce Sanders       |
| George MacQuarrie   | Thomas Bevan        |
| Anders Randolf      | Matthew Crane       |
| Florence Short      | Mevrouw Bevan       |
| Crauford Kent       | Bezoeker            |
| Adolph Lestina      | Oude bediende       |
| William James       | Assistent van Crane |
| Jack Manning        | Assistent van Crane |